# Освободите Джимми
«Освободите Джимми» (норв. Slipp Jimmy fri, англ. Free Jimmy) — мультфильм для взрослых норвежского производства. Мультфильм посвящается младшему брату режиссёра Йохиму Нильсену.
В России мультфильм озвучил Дмитрий Пучков.

## Сюжет
Рой Арни предлагает трем своим приятелям поработать несколько недель в русском цирке, совершающем турне по Норвегии. В частности, необходимо присматривать за старым слоном Джимми, давно и прочно подсевшим на наркотики. Джимми привлек внимание группы «борцов за свободу животных», желающих выкрасть его из цирка. В этих же краях рыщет в поисках украденного героина свирепая и беспощадная лапландская мафия.

## В ролях (роли озвучивали)
| Актёр           | Роль        |
| --------------- | ----------- |
| Вуди Харрельсон | Рой Арни    |
| Саймон Пегг     | Одд         |
| Кайл Маклахлен  | Мариус      |
| Фил Дэниелс     | Газ         |
| Джей Симпсон    | Блоха       |
| Саманта Мортон  | Соня        |
| Джим Бродбент   | Стромовский |
| Эмилия Фокс     | Беттина     |
| Крис Маршалл    | Эрик        |
| Лиза Максвелл   | Лиз         |
| Дэвид Теннант   | Хемиш       |